# 16e cérémonie des Africa Movie Academy Awards
La cérémonie de remise des prix de l'Afrca Movie Academy Award 2020 s'est tenue le dimanche 20 décembre 2020 en ligne sur le site Web de l'AMAA en raison de la pandémie de Covid 19,. La soirée de remise des prix a été animée par Lorenzo Menakaya (en). Après la soumission des films, la date d'annonce du nommé a été décalée du 20 novembre au 30 novembre. Knuckle City (en) était en tête avec 10 nominations, suivi de Deserance avec 10 nominations. The Milkmaid a remporté le plus grand nombre de récompenses dont celle du Meilleur film dans une langue africaine, du Meilleur film et du Meilleur film nigérian ,.

## Récompenses
Les gagnants sont listés en premier et mis en évidence en gras.
| Best Film | Best Director |
| --- | --- |
| - The Milkmaid－Nigeria - Knuckle City － South Africa - The Fisherman’s Diary －Cameroon - The Ghost and the House of Truth － Nigeria - 40 Sticks － Kenya - Desrances － Burkina Faso - This is Not A Burial, It’s a Resurrection － Lesotho - Gold Coast Lounge – Ghana                                                | - Jeremiah Lemohang Mosese – This is Not a Burial, It’s a resurrection - Akin Omotoso – The Ghost and House of Truth - Enah Johnscott – A Fisherman’s Diary - Jahmil X.T Quebeka – Knuckle City - Desmond Ovbiagele – The Milkmaid - Victor Gatonye– 40 Sticks - Appoline Traore – Desrances Appoline Traore – Desrances - Pascal Aka – Gold Coast Lounge  |
| Best Actor in a Leading Role | Best Actress in a Leading Role |
| - Jimmy Jean-Louis – Desrances - Gabriel Afolayan – Coming From Insanity - Kang Quintus – The Fisherman’s Diary - Bongile Mantsai – Knuckle City - Alphonse Menyo – Gold Coast Lounge - Eyinna Nwigwe – Badamasi - Robert Agengo/Mwaura Bilal/Andreo Kamau/ Xavier Ywawa – 40 Sticks - Darrin Dewitt Henson – Zulu Wedding | - Mary Twala Mhlongo – This is Not A Burial, It’s a Resurrection - Joselyn Dumas – Cold Feet - Meg Otanwa – For Maria: Ebun Pataki - Zenobia Kloppers – Fiela’s Child - Elvina Ibru – The Bling Lagosians - Girley Jazama – The White Line - Kelly Khumalo – Zulu Wedding                                                                                  |
| Best Actor in a Supporting Role | Best Actress in a Supporting Role |
| - Ramsey Nouah Jnr – Living in Bondage: Breaking Free - Arabrun Nyyeneque – 40 Sticks - Adjatey Annang- Gold Coast Lounge - Narcissus Afeli – Desrances - Cosson Chinepoh – The Fisherman’s Diary | - Maryam Booth – The Milkmaid - Chairmaine Mujeri – Mirage - Linda Ejiofor – 4th Republic - Ndano Tramanse –The Fisherman’s Diary - Tina Mba – The Set Up - Faniswa Yisa – Knuckle City - Evelyne Juhen – Desrances |
| Achievement in Costume Design | Achievement in Makeup |
| - This is Not A Burial, It’s a Resurrection －Lesotho - Heroes of Africa; Tette Quarshie － Ghana - The White Line － Namibia - Ibi (The Birth) － Nigeria - Foreigner’s God － Nigeria | - The Milkmaid － Nigeria - Knuckle City － South Africa - Ratnik － Nigeria - 1929 － Nigeria - Heroes of Africa; Tette Quarshie － Ghana |
| Achievement in Cinematography | Achievement in Production Design |
| - This is Not a Burial, It’s a Resurrection - The Ghost and House of Truth - The Fisherman’s Diary - Knuckle City - The Milkmaid - 40 Sticks - Desrances - Gold Coast Lounge | - Knuckle City - Ratnik - Zulu Wedding - Perfect Picture: Ten Years Later - This is Not A Burial, It’s a resurrection - Foreigner’s God - Gold Coast Lounge - The Ghost and the House of Truth |
| Achievement in Editing | Achievement in Screenplay |
| - The Ghost and the House of Truth - Perfect Picture: Ten Years Later - Knuckle City - 40 Sticks - Desrances | - The Fisherman’s Diary - For Maria: Ebun Pataki - The White Line - 4th Republic - Knuckle City - 40 Sticks - Perfect Picture: Ten Years Later - 3 Days To Go |
| Best Film in An African Language | Best Nigerian Film |
| - The Milkmaid － Nigeria - Knuckle City － South Africa - This is Not A Burial, it’s a Resurrection － Lesotho - Fiela’s Child － South Africa - The White Line － Namibia | - The Milkmaid - Cold Feet - Living in Bondage: Breaking Free - 4th Republic - For Maria: Ebun Pataki - The Bling Lagosians - Coming From Insanity - The Ghost and The House of Truth |
| Best Short Film | Best Animation |
| - The Letter Reader – South Africa - Baxu & the Giant – Namibia - Songs About My Mother – South Africa - Idi Amin’s Boat – Uganda - Yahoo – Nigeria - SEMA (Speak Out) – DRC - A Canvas for a Visa – Senegal - After the War – Egypt                                                                                       | - I am leaving In Ghana Get Me Out of Here – Ghana - From Here To Timbuktu – Kenya - Malaika (The Warrior Queen) – Nigeria/USA - A Special Gift – Mozambique - The Legend of Lwanda Magere – Kenya - FTFO – Nigeria - Sankofa – Cote D’Voire - A Gugle Day – Nigeria                                                                                       |
| Best Documentary | Best Film by an African Living Abroad |
| - No Gold for Kalsaka － Burkina Faso - January 15, 1970: Untold memoir of the Biafran War － Nigeria - Journey to Kenya － Sudan - Daysm of Cannibalism － South Africa - Finding Sally － Ethiopia/Canada - The Letter － Kenya - Becoming Black － Togo/Germany - Influence － South Africa                             | - No Shade – Clare Anyiam-Osigwe - Eagles’ Nest – Olivier Assoua - 2 Weeks in Lagos – Kathryn Fasegha - Idemuza – Aloaye Omoake - Between – Daniel Adenimokan |
| Best Diaspora Short Film | Best Diaspora Documentary |
| - Boxed － USA - June 14 － USA - Egun － Brazil - Brick By Brick － USA | - Becoming Black － Germany - Revolution From Afar － USA - Meeting My Father － France - If Objects Could Speak － Germany |
| Best Diaspora Feature | Best Soundtrack |
| - Joseph － Barbados - Aiyai: Wrathful Soul － Australia - Lola － USA - A Day With Jerusa － Brazil - Black and Blue － USA | - Gold Coast Lounge － Ghana - The Fisherman’s Diary － Cameroon - Coming from Insanity － Nigeria - Zulu Wedding － South Africa - For Maria: Ebun Pataki － Nigeria - Walking with Shadows － Nigeria - Living in Bondage: Breaking Free － Nigeria - Mirage － Zimbabwe                                                                                 |
| Best Visual Effects | Best Sound |
| - Knuckle City － South Africa - Heroes of Africa; Tette Quarshie － Ghana - Desrances － Burkina Faso - Living in Bondage: Breaking Free － Nigeria - Badamasi － Nigeria - Ratnik － Nigeria * Foreigner’s God － Nigeria - A Taste of Our Land － Rwanda                                                                | - Fiela’s Child － South Africa - Knuckle City － South Africa - Children of the Storm － South Africa - The Ghost and House of Truth － Nigeria - For Maria: Ebun Pataki － Nigeria - 40 Sticks － Kenya - Desrances － Burkina Faso - Gold Coast Lounge － Ghana                                                                                         |
| Most Promising Actor | Best First Feature Film by a Director |
| - Faith Fidel – The Fisherman’s Diary - Naomi Nemlin – Desrances - Chimezie Imo – Nimbe - Swanky JKA – Living in Bondage: Breaking Free - Wayne Smith – Fiela’s Child - Cina Soul – Gold Coast Lounge - Anthonieta Kalunta – The Milkmaid                                                                                  | - A Taste of Our Land – Yuhi Amuli - Coming From Insanity – Akinyemi Sebastine Akinropo - Living in Bondage: Breaking free – Ramsey Nouah Jnr. - The Bling Lagosians – Bolanle Austen- Peters - For Maria: Ebun Pataki – Damilola E. Orimogunje - Zulu Wedding – Lineo Sekeleoana - Mirage – Malaika Mushandu - The White Line – Desiree Kahikopo-Meiffret |